# Tursko (powiat Praga-Zachód)
Tursko – gmina w Czechach, w powiecie Praga-Zachód, w kraju środkowoczeskim. Według danych z dnia 1 stycznia 2013 liczyła 707 mieszkańców.